# My Cousin Vinny
My Cousin Vinny (prt: O Meu Primo Vinny; bra: Meu Primo Vinny) é um filme [americano de 1992, uma comédia escrita e produzida por Dale Launer, dirigida por Jonathan Lynn e com Joe Pesci, Ralph Macchio, Marisa Tomei, Mitchell Whitfield, Lane Smith, Bruce McGill e Fred Gwynne nos papéis principais. Foi o último filme de Gwynne, que morreria em 2 de julho de 1993.
O filme conta a história de dois jovens nova-iorquinos viajando pela região rural do Alabama, que acabam sendo julgados por um assassinato que não cometeram, e as tentativas cômicas do primo de um deles, Vincent Gambini, um advogado pouco experiente, para defendê-los. Boa parte do humor vem das personalidades contrastantes dos nova-iorquinos ítalo-americanos Vinny e sua noiva, Mona Lisa, e o povo que habita aquela região dos Estados Unidos.
Pesci e Tomei foram elogiados pelos críticos por suas performances, e Tomei conquistou o Oscar de melhor atriz coadjuvante.

## Elenco
- Joe Pesci - Vincent LaGuardia “Vinny” Gambini
- Marisa Tomei - Mona Lisa Vito
- Ralph Macchio - Bill Gambini
- Mitchell Whitfield - Stan Rothenstein
- Fred Gwynne - Juiz Chamberlain Haller
- Lane Smith - Jim Trotter III
- Bruce McGill - Xerife Dean Farley
- Austin Pendleton - John Gibbons
- Chris Ellis - J.T.
- James Rebhorn - George Wilbur
- Maury Chaykin - Sam Tipton
- Paulene Myers - Constance Riley
- Raynor Scheine - Ernie Crane
- Michael Simpson - Neckbrace
- Lou Walker - Cozinheiro
- Kenny Jones - Jimmy Willis